# Джон Кларксън
Джон Кларксън (на английски: John Clarkson) е американски писател на бестселъри в жанра трилър.

## Биография и творчество
Джон М. Кларксън е роден на 29 август 1947 г. в Чикаго, Илинойс, САЩ.
Работи много години като копирайтър за рекламни агенции в Ню Йорк. През 1991 г. е съосновател и изпълнителен директор на малката рекламна агенция „Кларксън Когън, Инс.“ в Ню Йорк. Работи и като частен консултант.
Автор и съпродуцент на пет епизода от телевизионния сериал от 1995 г. „Land's End“ (Краят на сушата), с участието на Джефри Люис, Тим Томерсън и Памела Боуен.
През 1992 г. е публикуван първият му трилър „Лично правосъдие“ от поредицата „Джак Девлин“. Главният му герой и е частен детектив със собствени разбирания за справедливостта, преследващ престъпниците с неумолимо упорство и без скрупули.
Джон Кларксън живее със семейството си в Манхатън, Ню Йорк.

## Произведения

### Самостоятелни романи
- New Lots (1998)
Гангстерски рап, изд.: ИК „Бард“, София (1999), прев. Валерий Русинов
- Reed's Promise (2001)
- Among Thieves (2015)
- Bronx Requiem (2016)

### Серия „Джак Девлин“ (Jack Devlin)
1. And Justice for One (1992)
Лично правосъдие, изд.: ИК „Бард“, София (1997), прев. Крум Бъчваров, Мария Акрабова
2. One Man's Law (1994)
Хавайска жега, изд.: ИК „Бард“, София (1997), прев. Юлия Чернева
3. One Way Out (1996)
Единствен изход, изд.: ИК „Бард“, София (1998), прев. Валерий Русинов

### Серия „Джеймс Бек“ (James Beck)
- Among Thieves (2015)
Ендшпил, изд.: ИК „Бард“, София (2016), прев. Иван Златарски
- Bronx Requiem (2016)

### Екранизации
- 1995 Land's End – ТВ сериал, автор и продуцент